# Sphaerodoropsis minuta
Sphaerodoropsis minuta är en ringmaskart som först beskrevs av Webster och Benedict 1887.  Sphaerodoropsis minuta ingår i släktet Sphaerodoropsis och familjen Sphaerodoridae. Arten är reproducerande i Sverige. Inga underarter finns listade i Catalogue of Life.